# Jakub Marciszowski
Jakub Michał Marciszowski (Marciszewski) herbu Jastrzębiec (ur. w 1718, zm. w 1773) – doktor filozofii i obojga praw, profesor i rektor Akademii Krakowskiej.

## Życiorys
Pochodził z rodziny szlacheckiej, studiował na Akademii Krakowskiej uzyskując w 1735 stopień bakałarza. Został nauczycielem w kolonii akademickiej w Białej Podlaskiej. Po powrocie do Krakowa od 1642 był profesorem gramatyki, poetyki, retoryki i dialektyki w Szkołach Nowodworskich. W 1748 został seniorem bursy Starnigelskiej. Od 1753 był doktorem obojga praw i członkiem Kolegium Prawników. 15 października 1755 został oddelegowany do pracy w Akademii Lubrańskiego w Poznaniu. W poznaniu pozostał do 3 lipca 1758 pracując także jako asesor konsystorza, egzaminator synodalny oraz cenzor diecezji poznańskiej. Po powrocie do Krakowa na jesień 1758 został kantorem a następnie prepozytem kościoła Wszystkich Świętych i kanonikiem wojnickim oraz proboszczem w Koniuszy. Brał udział w organizacji kolonii akademickiej w Tarnowie i był od 1760 jej prowizorem. Egzaminator prosynodalny w latach 1761–1767, cenzor książek drukowanych w diecezji krakowskiej w 1767 roku, posiadał kanonię katedralną krakowską fundi Karniowska w 1762 roku i plebanię w Makowie Podhalańskim w 1768 roku. W 1766 został wybrany rektorem Akademii Krakowskiej urząd ten pełnił do 1768, a następnie w 1771. Był także sędzią synodalnym krakowskim. Przygotowywał reformę nauczania Szkół Nowodworskich wprowadzaną od 1767. W Krakowie ogłaszał kazania i drobne rozprawki. Właściciel zbioru numizmatów.